# .td
.td — национальный домен верхнего уровня для Чада. Буква "t" связана с тем, что Чад по-французски пишется Tchad.
Регистратор — Телекоммуникационная компания Чад (Société des télécommunications du Tchad (SOTEL TCHAD)).

## История
Доменная зона .td представлена в 1997 году.

## Статистика поисковой системыGoogleпозапросу site:td
| Дата                  | Результатов, штук |
| --------------------- | ----------------- |
| 6 июля 2010 года      | 122 000           |
| 17 сентября 2010 года | 164 000           |
| 23 декабря 2012 года  | 156 000           |